# Niels Brock (ridder)
 Der er flere personer med dette navn, se Niels Brock (flertydig).
Niels Brock (senior) til Hylke (ved Skanderborg) søn af N.N. Brock og var en nevø af biskop Jens Assersøn i Aarhus. Niels Brock var mistænkt for medvirken i kong Eriks drab, men sluttede sig siden til Erik Menveds omgivelser og yngre rådgivere.
Niels Brock nævnes i et kongebrev skrevet i Randers i 1293 og var på dette tidspunkt medlem af rigsrådet.
Året efter (1294) ejede han den gård i Roskilde, hvor kongemorderen Rane Jonsen blev fanget.
I 1302 testamenterede han sit gods i Hylke til Ring Kloster, og i 1303 var han høvedsmand på Skanderborg og fik på dette tidspunkt overdraget ejendomsretten til en gård i Horsens af sin morbroder bispen, blev i 1304 på danehoffet i Nyborg beskikket til at påligne skatter i Aarhus Stift, ligesom han også blev betroet til sammen med biskop Christiern i Ribe og tre andre herremænd at lade Thords Artikler oversætte og revidere. Han fulgte kongen i 1308 på dennes rejse til Sverige, men han afbrød sin rejse og rejste hjem uden orlov (skal have røbet rigets hemmeligheder og søgt at få hæren til at forlade kongen).
De følgende år var han en af hovedmændene sammen med hr. Johannes Pape bag ophidselsen af de jyske bønder, hvilket førte til bøndernes opstand, hvorefter kongen i 1313 anlagde sag mod dem og deres medskyldige i Horsens, og året efter blev Niels Brock dømt som landsforræder ved Viborg Landsting, hvor han dømtes til fortabelse af liv og gods, hvorefter han flygtede til Sverige og sluttede sig til kongens oprørske bror hertug Christoffer, og han nævnes i 1316 og 1318 som dennes råd. Efter kong Christoffers tronbestigelse blev Niels Brock på ny rigsråd og kaldes i 1323 hr. Niels Brock af Horsens og nævnes i 1326 i hertug Valdemars håndfæstning. Han fik 1329 Sythingholm i pant af præsten i Nybøl, hr. Jakob.
Niels Brock levede endnu i 1330, hvor han gav en del gods i Hads Herred til Ring Kloster.
Niels Brock var en ustyrlig og lovløs herre, der af kong Erik beskyldtes for gentagne gange at have holdt til med kongemorderne, at have brugt til egen fordel disses til kronen fradømte gods, at have ihjelslået Palne Præst i hans eget hus og så fremdeles.

## Børn
- Peter (Peder) Nielsen Brock til Magelund og Kiltorp
- Unge Niels Brock til Hikkebjerg, Bregenholm, Nielstrup og Fårevejle (Han var formodentlig slægtens sidste mand).[1]